# San Matteo e l'angelo (Rembrandt)
San Matteo e l'angelo è un dipinto del pittore olandese Rembrandt realizzato nel 1661 e conservato al Louvre-Lens a Lens in Francia.

## Descrizione
Il dipinto mostra l'evangelista Matteo mentre scrive il suo Vangelo. Matteo tiene nella mano destra una penna e con la sinistra si tocca la lunga barba. Il viso sembra pensieroso, gli occhi diretti da qualche parte lontano come se cercassero le parole giuste per l'ispirazione. Di fronte a lui, invece di una pergamena, c'è un libro con singole pagine visibili, "una magistrale mostra delle capacità pittoriche di Rembrandt". Alla sua destra c'è un angelo che gli racconta o ricorda la storia di Gesù, a cui il santo ha assistito in gioventù. La mano dell'angelo sulla spalla di Matteo indica un rapporto confidenziale tra i due personaggi.